# Першина Заїра Валентинівна
Заїра Валентинівна Першина (23 лютого 1925, Одеса — 19 травня 2003, Одеса) — український історик, доктор історичних наук, професор, заслужений працівник вищої школи України.

## Біографія
Народилася 23 лютого 1925 року в місті Одесі. Навчалася у школі № 35, а завершила середню освіту в евакуації, в школі № 1 міста Сизраня Куйбишевської області. У 1943–1944 роках навчалася у Першому державному юридичному інституті, що діяв в евакуації в Алма-Аті, у 1944–1949 роках — на історичному факультеті Одеського державного університету, у 1949–1952 роках — в аспірантурі за фахом «історія СРСР» на кафедрі історії СРСР Одеського державного університету. Після закінчення навчання працювала в цьому ж університеті на посаді старшого викладача, а потім доцента. У 1953 році в Інституті історії АН УРСР захистила кандидатську дисертацію на тему: «О. І. Герцен і слов'янське питання».
У 1966–1984 роках була деканом історичного факультету Одеського університету. У 1977 році у Київському державному університеті захистила докторську дисертацію на тему: «Південна Україна між першою і другою революційними ситуаціями: проблема центру і регіону в російському визвольному русі». У 1979 році їй присвоєно звання професора.
У 1980–1990 роках очолювала кафедру історії УРСР, історіографії та джерелознавства, у 1990–2003 роках працювала професором кафедри історії України Одеського університету.
Автор понад 200 друкованих праць. Була нагороджена медаллю Академії наук України.
Померла 19 травня 2003 року в Одесі.

## Громадська діяльність
Була членом Республіканської наукової ради «Основні закономірності вітчизняної історії дожовтневого періоду», головою Одеської секції наукової ради «Історія історичної науки» при Відділенні історії АН СРСР, членом конкурсної комісії Мінвузу СРСР з присудження Державних премій з історичних наук, членом Академії історії і філософії природничих і технічних наук (Одеса).
У 1966–1974 роках — фундатор Одеської обласної організації Українського товариства охорони пам'яток історії та культури і голова правління. У 1967–1973 роках — ректор Народного університету історичних знань, у 1955–1965 роках — член президії обкому Спілки працівників вищої школи і наукових установ.
Обиралася депутатом Одеської міської ради.

## Нагороди
- Звання «Заслужений працівник вищої школи України».